# 선저우 9호
선저우 9호(중국어: 神舟九号, 영어: Shenzhou 9)는 2012년 6월 16일 UTC 10:37:24에 발사된 중국의 선저우 계획에 속하는 유인 우주선이다. 선저우 2호는 6월 18일 톈궁 1호와 도킹하였으며, 톈궁 1호와 도킹한 첫 번째 유인 우주선이 되었다. 선저우 9호는 6월 29일 UTC 02:01:16에 내몽골 자치구에 착륙했다. 선저우 9호는 첫 번째 여자 중국 우주비행사인 류양이 타고 있었다. 선저우 9호의 후속 임무는 선저우 10호로, 2013년 6월 11일 발사되었다.

## 역사
2012년 3월 12일, 여자 우주비행사를 포함한 초기 우주비행사 선발 명단표가 발표되었다. 승무원들이 누구인지는 6월 15일날 밝혀졌다. 중국의 첫 번째 여자 우주비행사는 류양이 되었다. 류양은 동료 왕야핑보다 더 앞서 선발되었다. 또한 이 임무에서는 징하이펑이 두 번째 우주비행을 하게 됨으로써 중국에서 최초로 두 번 이상 우주비행을 한 우주비행사가 탄생하였다. 선저우 9호는 총 선저우 계획의 9번째 우주선이면서 4번째 유인 비행이었다. 선저우 9호는 최초의 여성 우주비행사인 발렌티나 테레시코바가 우주로 나간 지 정확히 49년 후에 발사되었다.

## 임무 준비
2012년 4월 9일, 선저우 9호 우주선이 고비 사막 북서쪽에 있는 주취안 위성발사센터에 도착하였고, 발사체 창정 2F도 5월 9일 도착하였다. 6월 9일, 선저우 9호 및 발사체가 발사장으로 배치되었고, 6월 12일은 전체적인 결합부 점검을 받았고, 다음 날에는 최종적인 점검을 받았다.

### 원정식
6월 16일 오후, 주취안 위성발사센터에서 원정식이 열렸고, 전국인민대표대회의 상임위원회 위원장인 우방궈가 참석했다. 세 우주비행사들은 발사대까지 간 후 입구로 들어갔다.

## 임무

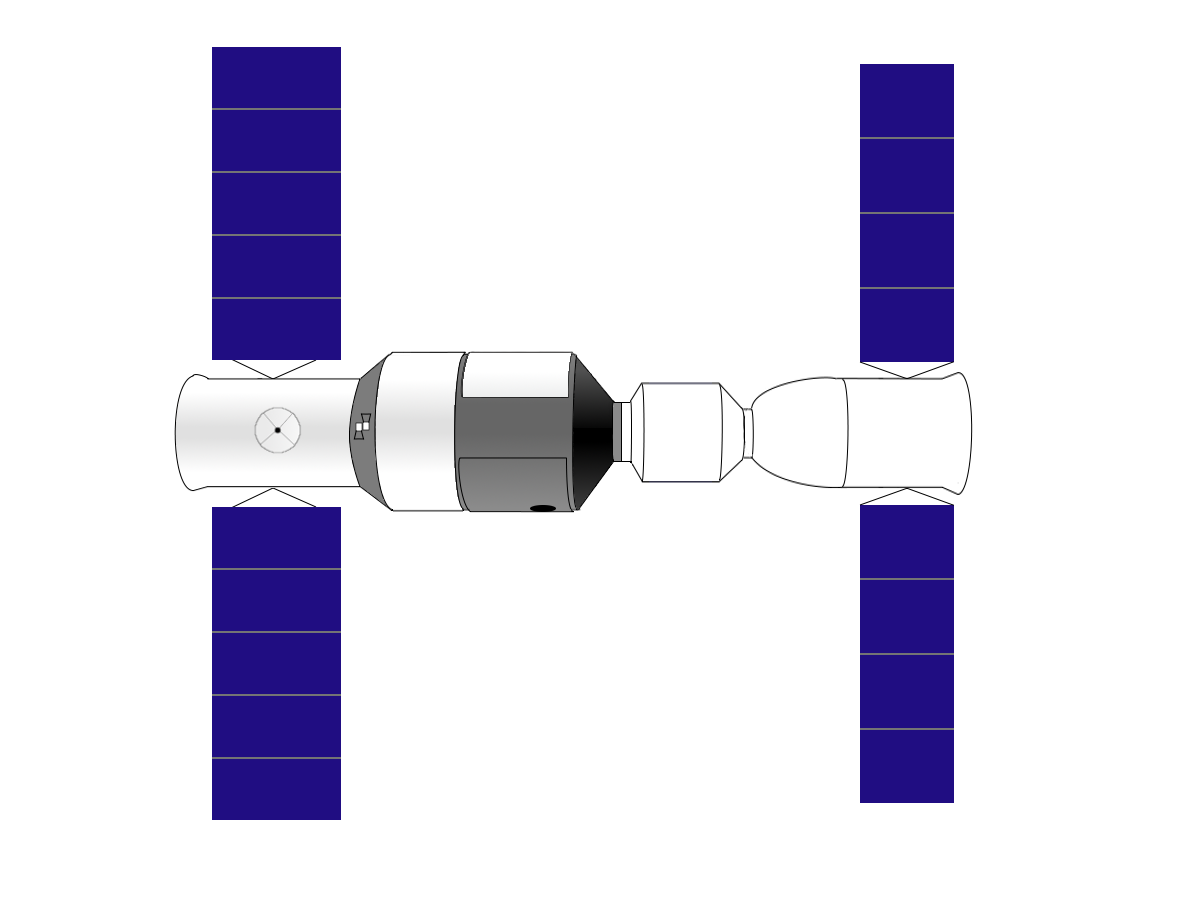
텐궁 1호와 선저우 9호를 나타낸 다이어그램.

선저우 9호는 협정 세계시 2012년 6월 16일 10시 37분에 발사되었다.
선저우 9호는 6월 18일 06:07 UTC에 톈궁 1호와 도킹했고, 이에 따라 중국 최초로 유인 우주선과 우주 정거장이 랑데부 및 도킹하였다. 이 도킹은 지상에서 원격으로 조종되어 이루어졌다. 3시간 후 기압이 같아지자, 징하이펑은 톈궁 1호 내부로 들어갔다. 6일 후, 선저우 9호는 정거장에서 분리되었고 류왕이 조종해 톈궁과 다시 도킹하였다. 이는 중국 최초의 수동 도킹이었다.
선저우 9호는 6월 29일 내몽골 자치구 스쯔왕 기에 낙하산을 이용하여 착륙했다.

## 승무원
- 징하이펑 (景海鹏)[4][15]: 선장, 두 번째 우주 비행, 중국 우주비행사 최초로 2번 이상 우주 비행[4]
- 류왕 (刘旺)[4]: 첫 번째 우주 비행
- 류양 (刘洋)[4]: 첫 번째 우주 비행, 최초의 중국 여자 우주비행사[4]

### 예비 승무원
선저우 9호의 예비 승무원들은 다음과 같다.
- 녜하이성 (聂海胜)
- 장샤오광 (张晓光)
- 왕야핑 (王亚平)

선저우 9호의 예비 승무원들은 이후 선저우 10호의 메인 승무원들이 된다.

## 임무 시각표
2012년 4월 9일
- 선저우 9호 캡슐이 주취안 위성발사센터에 도착하였다.[6]

2012년 5월 9일
- 창정 2F 발사체가 주취안 위성발사센터에 도착하였다.[7]

2012년 6월 9일
- 발사체가 발사대로 이동되었다.[7]

2012년 6월 15일
- 승무원이 공개되었다.[4]

2012년 6월 16일
- 선저우 9호가 발사되었다.[4]

2012년 6월 18일
- 중국 최초의 유인 랑데부가 이루어졌다.
- 선저우 9호가 톈궁 1호에 도킹하였다. 이는 중국 최초의 유인 도킹이었다.[10]

2012년 6월 24일
- 선저우 9호가 톈궁 1호로부터의 도킹을 해제하였다가 재도킹하였으며, 중국 최초의 수동 도킹이었다.[12]

2012년 6월 29일
- 선저우 9호가 내몽골 자치구 스쯔왕 기에 착륙하였다.[14]

## 같이 보기
- 선저우 계획
- 톈궁 계획
- 중국국가항천국
- 창정 2F